# Křečhoř (hradiště)
Křečhoř (též V Šancích) je raně středověké hradiště na okraji stejnojmenné obce v okrese Kolín. V osmnáctém století se stalo součástí bojiště bitvy u Kolína, kterou připomíná pomník postavený v jeho západní části. Od roku 1987 je hradiště chráněno jako kulturní památka.
Prostor hradiště je ohraničen terénními zlomy, které v devatenáctém století vymezovaly plochu o rozloze 7,5–12,5 hektarů. Západní strana pozůstatků opevnění směrem k osadě Bříství byla v minulosti rozvezena, ale vegetační příznaky zachycené leteckým snímkováním dokládají jeho existenci v podobě, která odpovídá  zákresu na mapě prvního vojenského mapování. Datování doby osídlení hradiště umožnila nalezená keramika.
Roku 1757 se během sedmileté války v okolí vesnice odehrála bitva u Kolína. Rakouské vojsko při ní zaujalo pozici právě v prostoru hradiště a snad zde provedlo nějaké terénní úpravy. Událost připomíná pomník, při jehož stavbě bylo údajně odkryto jakési staré zdivo.